# Cryptanthus
Genre
Classification APG III (2009)
Cryptanthus est un genre de plantes de la famille des Bromeliaceae, endémique aux forêts du Brésil oriental. Il comprend au moins une soixantaine d'espèces.

## Espèces
- Cryptanthus acaulis (Lindley) Beer
- Cryptanthus alagoanus Leme & J.A. Siqueira
- Cryptanthus bahianus L.B. Smith
- Cryptanthus beuckeri E. Morren
- Cryptanthus bibarrensis Leme
- Cryptanthus bivittatus (Hooker) Regel
- Cryptanthus brevifolius Leme
- Cryptanthus bromelioides Otto & Dietrich
- Cryptanthus burle-marxii Leme
- Cryptanthus capitatus Leme
- Cryptanthus capitellatus Leme & L.Kollmann
- Cryptanthus caracensis Leme & E. Gross
- Cryptanthus caulescens I. Ramírez
- Cryptanthus colnagoi Rauh & Leme
- Cryptanthus coriaceus Leme
- Cryptanthus correia-araujoi Leme
- Cryptanthus crassifolius Leme
- Cryptanthus delicatus Leme
- Cryptanthus diamantinensis Leme
- Cryptanthus dianae Leme
- Cryptanthus dorothyae Leme
- Cryptanthus exaltatus H. Luther
- Cryptanthus felixii J.A. Siqueira & Leme
- Cryptanthus fernseeoides Leme
- Cryptanthus ferrarius Leme & C.C.Paula
- Cryptanthus fosterianus L.B. Smith
- Cryptanthus giganteus Leme & A.P. Fontana
- Cryptanthus glaziovii Mez
- Cryptanthus grazielae  H. Luther
- Cryptanthus incrassatus L.B. Smith
- Cryptanthus lacerdae Antoine
- Cryptanthus latifolius Leme
- Cryptanthus lavrasensis Leme
- Cryptanthus leopoldo-horstii Rauh
- Cryptanthus leuzingerae Leme
- Cryptanthus lutherianus I. Ramírez
- Cryptanthus lyman-smithii Leme
- Cryptanthus marginatus L.B. Smith
- Cryptanthus maritimus L.B. Smith
- Cryptanthus microglazioui I. Ramírez
- Cryptanthus micrus Louzada, Wand. & Versieux
- Cryptanthus minarum L.B. Smith
- Cryptanthus odoratissimus Leme
- Cryptanthus osiris W. Weber
- Cryptanthus pickelii L.B. Smith
- Cryptanthus praetextus E. Morren ex Baker
- Cryptanthus pseudoglaziovii Leme
- Cryptanthus pseudopetiolatus Philcox
- Cryptanthus pseudoscaposus L.B. Smith
- Cryptanthus regius Leme
- Cryptanthus reisii Leme
- Cryptanthus reptans Leme & J.A. Siqueira
- Cryptanthus roberto-kautskyi Leme
- Cryptanthus sanctaluciae Leme & L. Kollmann
- Cryptanthus scaposus E. Pereira
- Cryptanthus schwackeanus Mez
- Cryptanthus seidelianus W. Weber
- Cryptanthus sergipensis I. Ramírez
- Cryptanthus teretifolius Leme
- Cryptanthus tiradentesensis Leme
- Cryptanthus ubairensis I. Ramírez
- Cryptanthus venecianus Leme & L.Kollmann
- Cryptanthus viridovinosus Leme
- Cryptanthus warasii E. Pereira
- Cryptanthus warren-loosei Leme
- Cryptanthus whitmanii Leme
- Cryptanthus zonatus (Vis.) Beer